# Onuka (альбом)
Onuka — первый студийный альбом украинской электро-фолк группы ONUKA, изданный 15 октября 2014 года на лейбле Enjoy! Records и презентованный 17 октября в киевском клубе «Sentrum». 15 апреля 2015 года альбом был выпущен на грампластинке. В 2016 году переиздан на компакт-диске под лейблом «Vidlik».

## История создания
Дебютный альбом ONUKA, вышел в 2014 году и находится в свободном доступе в сети, занял первое место в интернет-магазине iTunes, опередив группу Океан Ельзи. Дебютная пластинка содержит 10 треков, среди которых — уже знакомые слушателям 4 песни с мини-альбома «Look — When I Met You», «Misto», «Time» и «Look». Альбом наполнен традиционными украинскими звуковыми мотивами, исполняемыми на сопилках, бандурах и трембитах. Все это соединяется с электронной аранжировкой, созданием которой занимается Евгений Филатов (The Maneken) — саунд-продюсер группы. Он также принимал участие в работе над последним альбомом Джамалы. Предыдущий мини-альбом Onuka занял первое место в интернет-магазине iTunes. 17 октября 2014 года певица презентовала свой альбом на сольном концерте в киевском клубе Sentrum.
Сразу после этого на американском лейбле Most Addictive Records, который специализируется на жанрах Pop/Indie Dance/Garage, был выпущен украиноязычный сингл Zavtra.
После успеха дебютного альбома «ONUKA», солистка группы Ната Жижченко рассказала, что при поисках информации про аналогичные группы или иные подобные названия, она нашла только название станции в японской префектуре Фукусима, рядом с аварийной Фукусимской АЭС. Ната предполагает, что именно из-за названия группы Япония стала второй страной после Украины по количеству продаж дебютного альбома.

## Награды
В декабре 2014 года группа была отмечена победителем в двух номинациях рейтинга «Cultprostir»: как лучший дебют года и лучший дебютный альбом.

## Список композиций
| №                   | Название            | Длительность |
| ------------------- | ------------------- | ------------ |
| 1.                  | «Intro»             | 2:26         |
| 2.                  | «Around Me»         | 3:46         |
| 3.                  | «When I Met U»      | 4:08         |
| 4.                  | «Look»              | 3:37         |
| 5.                  | «Zavtra»            | 4:48         |
| 6.                  | «Noone»             | 4:16         |
| 7.                  | «Untitled»          | 4:50         |
| 8.                  | «Misto»             | 5:23         |
| 9.                  | «Time»              | 5:42         |
| 10.                 | «Ua»                | 4:36         |
| Общая длительность: | Общая длительность: | 43:32        |

| №                   | Название            | Длительность |
| ------------------- | ------------------- | ------------ |
| 1.                  | «Intro (A)»         | 2:26         |
| 2.                  | «Around Me (A)»     | 3:46         |
| 3.                  | «When I Met U (A)»  | 4:08         |
| 4.                  | «Look (A)»          | 3:37         |
| 5.                  | «Zavtra (A)»        | 4:48         |
| 6.                  | «Noone (B)»         | 4:16         |
| 7.                  | «Untitled (B)»      | 4:50         |
| 8.                  | «Misto (B)»         | 5:23         |
| 9.                  | «Time (B)»          | 5:42         |
| 10.                 | «Ua (B)»            | 4:36         |
| Общая длительность: | Общая длительность: | 43:32        |

## История релиза
| Регион  | Дата            | Лейбл          | Формат           |
| ------- | --------------- | -------------- | ---------------- |
| Украина | 15 октября 2014 | Enjoy! Records | ЦД, Компакт-диск |
| Украина | 15 апреля 2015  | Enjoy! Records | ГП               |
| Украина | 2016            | Vidlik         | Компакт-диск     |